# Ирландцы в Уругвае
Ирландцы в Уругвае представляют значительную общину. По оценкам, количество ирландцев в Уругвае и/или уругвайцев ирландского происхождения составляет 120 000 человек, причем большинство из них проживает в столице Монтевидео.

## История
Многие ирландцы мигрировали в Уругвай, начиная с 1700-х годов и особенно в течение XIX века, прибыв также в соседнюю Аргентину.
В 1762 году ирландский капитан Джон Макнамара возглавил британские войска, чтобы занять Колония-дель-Сакраменто, ранее бывшую португальской или испанской цитаделью. Это не удалось, но в феврале 1807 года бригадный генерал Сэмюэл Ошмути занял Монтевидео с британскими и ирландскими войсками и правил в городе семь месяцев, в течение которых в город прибыло множество торговцев из Великобритании и Ирландии, которые должны были способствовать зарождению культурной самобытности. Ирландский солдат Питер Кэмпбелл (1780-1832) из 71-го полка остался на берегах Ла-Платы и позже основал уругвайский флот, став заместителем губернатора провинции Корриентес.
На пике «экономического чуда» тысячи ирландских иммигрантов поселились в Уругвае, многие из них были специалистами или менеджерами среднего звена, которые и сформировали буржуазию в Монтевидео. Однако многие из них были ирландскими фермерами, поселившимися в сельской местности. Коровы и местный домашний скот не были такими крупными и многочисленными, как сейчас, когда в стране поголовье крупного рогатого скота превосходит население. Значительное количество ирландских фермеров прибыло в порт Монтевидео на корабле в 1836 году, что привело к буму овцеводства и производства шерсти. Известно, что овцеводы из округа Килран в графстве Уэксфорд переехали в район Рио-Негро, а Пайсанду в том же районе был заселен иммигрантами из Уэстмита и Лонгфорда. Иммиграция ирландцев в Уругвай продолжалась в 1840-х годах, когда страна, сильно пострадавшая от Великого голода, вынудила массы людей эмигрировать по всему миру. Хуан Мануэль де Росас, диктатор Аргентины в то время, был благосклонен к британским поселенцам, поэтому многие ирландские фермеры перебрались в Аргентину; известные землевладельцы, такие как Джеймс Гейнор (1802–1892) и Джон Магуайр (ум. 1905), управляли землей как в Уругвае, так и в Аргентине. Журнал Harper's в 1891 году описал типичное жилище ирландского фермера-иммигранта: «Хижины ирландских крестьян дают некоторое представление об уругвайском ранчо. Это неуютное, нездоровое, ревматическое жилище, менее цивилизованное, чем у эскимосов, и устроено более небрежно, чем самое обычное птичье гнездо». В Уругвае есть много голубоглазых жителей ирландского или английского происхождения.
Несколько видных ирландских поселенцев в Монтевидео сделали себе имя в 19 веке; следует особо отметить врача Константина Конингэма (1807–1868), который оказывал важные услуги во время эпидемии 1856 года в Монтевидео, Луи Флёри, уроженца Дублина, главного хирурга армии в благотворительной больнице, и бригадного генерала Роберта Янга, основавшего город Янг в районе Рио-Негро, который к 1875 г. владел около 100 000 голов овец и крупного рогатого скота.
К 20 веку в Уругвае было значительное количество ирландских христианских миссионеров и педагогов, некоторые из которых преподавали в Британской школе, Школе ирландских христианских братьев и Школе Стеллы Марис в Монтевидео. Альфи Лэмб основал Легион Марии в Монтевидео в 1956 году и во многих других странах Латинской Америки.

## Культура

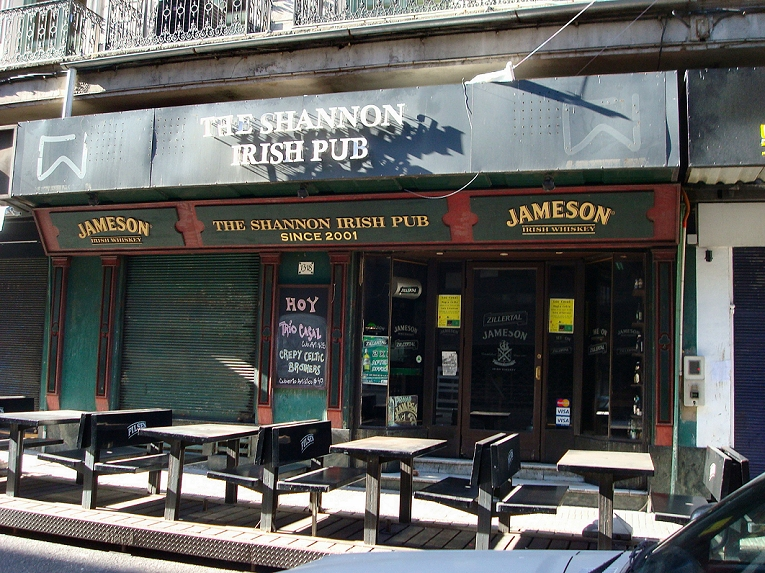

День Святого Патрика широко отмечается в столице Монтевидео многими горожанами. Жизнь ирландских овцеводов в сельской местности Уругвая в девятнадцатом веке описана в романе Хью Фицджеральда Райана «В тени дерева омбу» 2005 года.
Ирландцы внесли свой вклад в кухню Монтевидео. Ирландский паб Shannon в районе Старого города Монтевидео был основан в 2001 году. Паб является важным центром для ирландской диаспоры Уругвая, там часто проходят концерты традиционной ирландской музыки. По выходным в баре часто звучит живая музыка и выступают диджеи, а также туда съезжаются уругвайцы неирландского происхождения.

## Известные люди
- Франсиско Лекок (1790-1882) — предприниматель и политик
- Альфредо Джонс Браун (1876-1950) — архитектор
- Луис Батлье Беррес (1897–1964) — бывший президент Уругвая. Его мать была ирландского происхождения.
- Вашингтон Бельтран (1914–2003) — бывший президент Уругвая. Его мать была ирландского происхождения.
- Зойло Канавери (1893–1966) — футболист. Его отец был ирландского происхождения.
- Диего Форлан (1979 г.р.) — бывший футболист и нынешний менеджер клуба Пеньяроль; утверждает, что имеет ирландское происхождение.
- Эдмундо Рей Келли (1915–1983) — актёр, известный под своим сценическим псевдонимом Раймундо Сото.
- Фабиан О'Нил (1976 г.р.) — бывший футболист. Его предок Майкл О'Нил переселился в Уругвай в 1837 году из графства Корк.
- Хуан Карлос Онетти (1909–1994) — писатель. Имеет ирландско-шотландское происхождение от своих предков, его настоящая фамилия — О'Нетти.